# Oak Grove (hrabstwo Pierce)
Oak Grove – miasto w Stanach Zjednoczonych, w stanie Wisconsin, w hrabstwie Pierce.